# 特拉维斯·斯科特
雅克·伯蒙·韦伯斯特二世（英語：Jacques Bermon Webster II，1991年4月30日—），知名于其艺名特拉维斯·斯科特（Travis Scott，曾作Travi$ Scott），美国饶舌歌手、歌手、词曲作家与唱片制作人。2012年，斯科特与史诗唱片签下了他的第一个合约。在从肯伊·威斯特的厂牌GOOD Music发布于同年9月的合輯《Cruel Summer》中献声后，特拉维斯·斯科特于同年11月签约了GOOD Music，成为其制作小组Very GOOD Beats的成员。2013年4月，斯科特与T.I.的厂牌Grand Hustle签下了唱片合约。 
特拉维斯·斯科特个人于2013年5月发布了他的第一部完整作品，一张名为《Owl Pharaoh》的混音带。2014年8月，斯科特发布了第二张混音带《Days Before Rodeo》。2015年9月，他的首张录音室专辑《Rodeo》发布，专辑以热门单曲“Antidote”为主打歌，该曲登上美国Billboard百强单曲榜前20名。2016年9月，特拉维斯·斯科特发布了大获好评的第二张专辑《Birds in the Trap Sing McKnight》。第二年，特拉维斯·斯科特与Quavo二人以团体名Huncho Jack发行了合作专辑《Huncho Jack, Jack Huncho》。2018年8月3日，特拉维斯·斯科特发布了他的第三张专辑《Astroworld》，其中的单曲“Sicko Mode”成为了他的第一首百强榜冠军单曲。2019年，登上第53屆NFL超級碗中場秀。。同年，個人單曲《Highest in the Room》空降公告牌百強單曲榜冠軍。 2020年，憑藉單曲《The London》入圍第62屆格萊美獎最佳說唱/演唱表演；同年，與Kid Cudi合作的單曲《The Scotts》空降公告牌百強單曲榜冠軍。

## 早年生活
雅克·伯曼·韦伯斯特二世出生于美国德克萨斯州休斯敦。从一岁到六岁，韦伯斯特和他的祖母一起住在休斯敦的南部公园区（South Park）。这个街区位于休斯敦中南部，因犯罪而臭名昭著，对年轻的韦伯斯特产生了影响。“我伴着祖母在街区长大，所以我不时会看到疯狂的事。（我看到）愤怒的流浪汉和癫狂的混蛋，我看到一些看起来怪里怪气、饥肠辘辘，并且肮脏邋遢的人。我总是在想，‘我他妈的得离开这该死的地方。’得益于此 —— （这成就了）现在的我。”（Growing up, my grandmother stayed in the 'hood so I seen random crazy shit. [I saw] mad bums and crazy spazzed out motherfuckers, I saw people looking weird, hungry, and grimey [意为“肮脏的”的“grimy”写成了“grimey”，原文如此]. I was always like, ‘I gotta get the fuck out this shit.’ It gave me my edge—[it made me] who I am right now.）。之后韦伯斯特搬到了密苏里城，一个与休斯敦西南部接壤的中产阶级郊区，与父母住在一起。他的母亲在苹果公司工作，父亲经营自己的事业。韦伯斯特的父亲还是一位灵魂音乐家，他的祖父是爵士乐作曲家。韦伯斯特就读于埃尔金斯高中，十七岁毕业，随后就读于得克萨斯大学圣安东尼奥分校，在大学二年级时为了完成他的音乐事业而辍学。
辍学后，韦伯斯特立刻搬到了纽约市，尝试开启他的音乐生涯。他的父母因他的辍学而感到沮丧，最终断了他的经济来源。

## 音乐生涯

### 2008–2012年：生涯伊始与唱片合约
2008年，特拉维斯·斯科特开始音乐制作，并与同学克里斯·霍洛韦组成“The Graduates”，制作发行了EP《The Graduates EP》。2009年，和同学OG Chess组成“The Classmates”，先后制作发行了一张混音带和三张EP。
2012年，The Classmates因财务纠纷等问题解散；随后，特拉维斯·斯科特与史诗唱片以T.I.创立的Grand Hustl唱片签约；11月，与肯伊·威斯特的GOOD Music签约，并加入了GOOD Music旗下的制作团队“Very Good Beats”；同年，参与了GOOD Music旗下艺人合辑《Cruel Summer》的制作及演唱。。

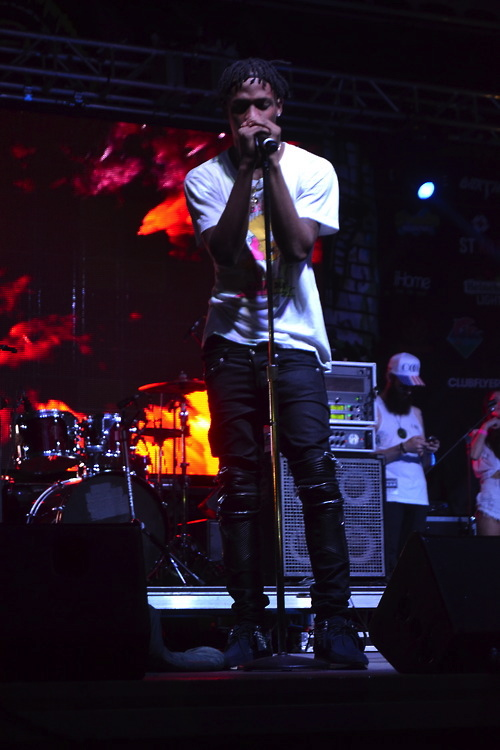
Travis在2013年的現場演出。

### 2012–2014年：《Owl Pharaoh》与《Days Before Rodeo》
2013年，发行首张个人混音带《Owl Pharaoh》，从而正式出道；该专辑得到了肯伊·威斯特、迈克·迪恩等人的帮助；该专辑入围了第8届黑人娱乐电视嘻哈奖最佳混音带奖；3月，被嘻哈杂志《XXL》评为“年度新人”；同年，参与坎耶·维斯特个人专辑《Yeezus》的歌曲制作。

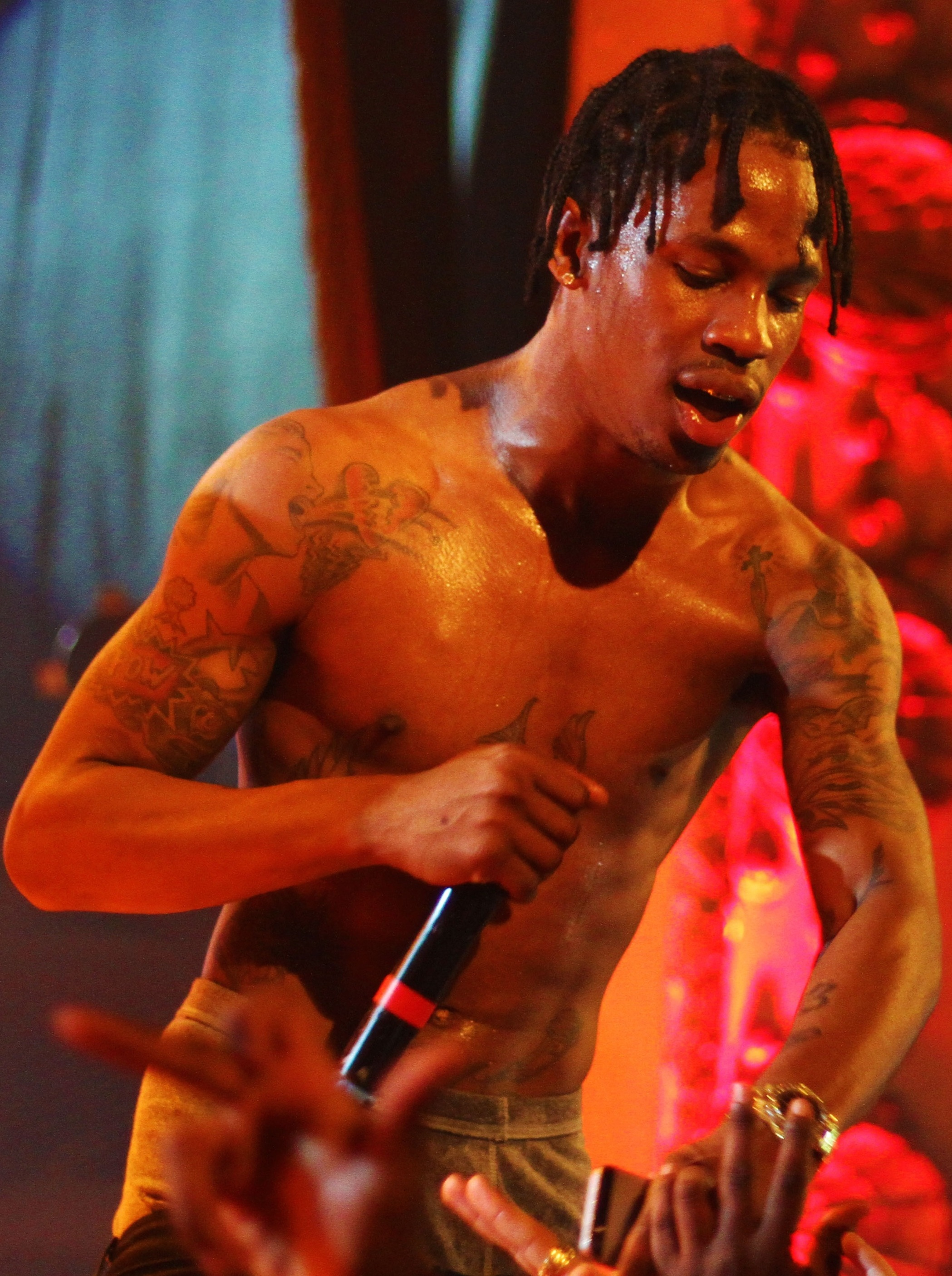
Travis在2014年的現場演出。

2014年，发行第二张个人混音带《Days Before Rodeo》，大尚恩、Migos等艺人助阵了该专辑；该专辑获得了第10届黑人娱乐电视嘻哈奖最佳混音带奖的提名。

### 2015–2016年：《Rodeo》与《Birds in the Trap Sing McKnight》

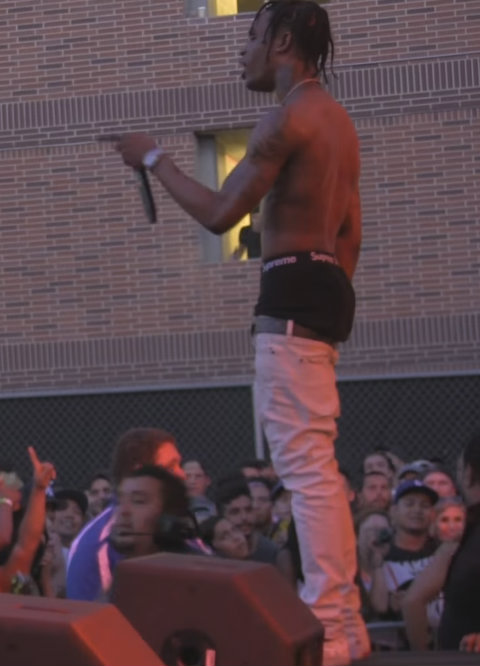
Travis在2015年穿著垮褲的現場演出。

2015年，发行个人录音室专辑《Rodeo》，该专辑以发行首周7万张的销量取得美国公告牌200专辑榜季军；专辑内的单曲《Antidote》获得了第11届黑人娱乐电视嘻哈奖观众选择奖 ；3月，联手梅特羅·布明、揚·薩格展开为期1个月的“Rodeo Tour”美国巡演；10月，入围第21届MTV欧洲音乐奖明日之星奖；同年，担任威肯“The Madness Tour”美国巡演的助阵歌手。
2016年，发行第二张个人录音室专辑《Birds in the Trap Sing McKnight》，该专辑以8.8万的首周销量取得了美国公告牌200专辑榜冠军；11月，入围第21届英国黑人音乐奖最佳国际艺人奖；同年，担任蕾哈娜“The Anti World Tour”世界巡回演唱会的助阵歌手。

### 2017-2018年：《Huncho Jack, Jack Huncho》与《Astroworld》
2017年，在圣塔巴巴开启“Birds Eye View tour”世界巡回演唱会；3月，与利爾·烏茲·弗特、Quavo发行为电影《玩命關頭8》演唱的插曲《Go Off》；4月28日，发行与SZA共同演唱的另类R&B风格歌曲《Love Galore》，二人凭借该曲入围了第60届格莱美奖最佳说唱演唱表演奖；同月，发行与德雷克、Quavo合作的歌曲《Portland》，该曲一经发布便取得了公告牌百强单曲榜第9名 ；5月，发行个人单曲《Butterfly Effect》，该曲的创作灵感来自于特拉维斯·斯科特的女友凱莉·珍娜 ；8月，与Major Lazer、卡蜜拉·卡貝羅、Quavo合作的歌曲《Know No Better》获得第19届青少年选择奖最佳电子舞曲奖 ；10月，发行与吴亦凡合作的说唱单曲《Deserve》；12月，与Quavo组成“Huncho Jack”，并发行录音室专辑《Huncho Jack， Jack Huncho》，该专辑取得了公告牌200专辑榜季军。
2018年，在英国版《GQ》公布的“年度最佳着装男士榜”中排行第13名 ；8月，发行个人录音室专辑《Astroworld》，该专辑以53.7万张的首周销量取得公告牌200专辑榜冠军，并于年底入围第61届格莱美奖最佳说唱专辑奖；专辑内的单曲《Sicko Mode》取得了公告牌百强单曲榜冠军，该曲在第61届格莱美奖中获得了最佳说唱歌曲和最佳说唱表演两个奖项提名；10月，与柯達·布萊克、Offset合作的单曲《ZEZE》正式上线，该曲在公告牌百强单曲榜取得了亚军；11月4日，入围第24届MTV欧洲音乐奖最佳说唱艺人奖；11月6日，“Astroworld – Wish You Were Here Tour”北美巡回演唱会在美国巴尔的摩正式启动。

### 2019到2020年：《Look Mom I Can Fly》、《JackBoys》and《The Scotts》

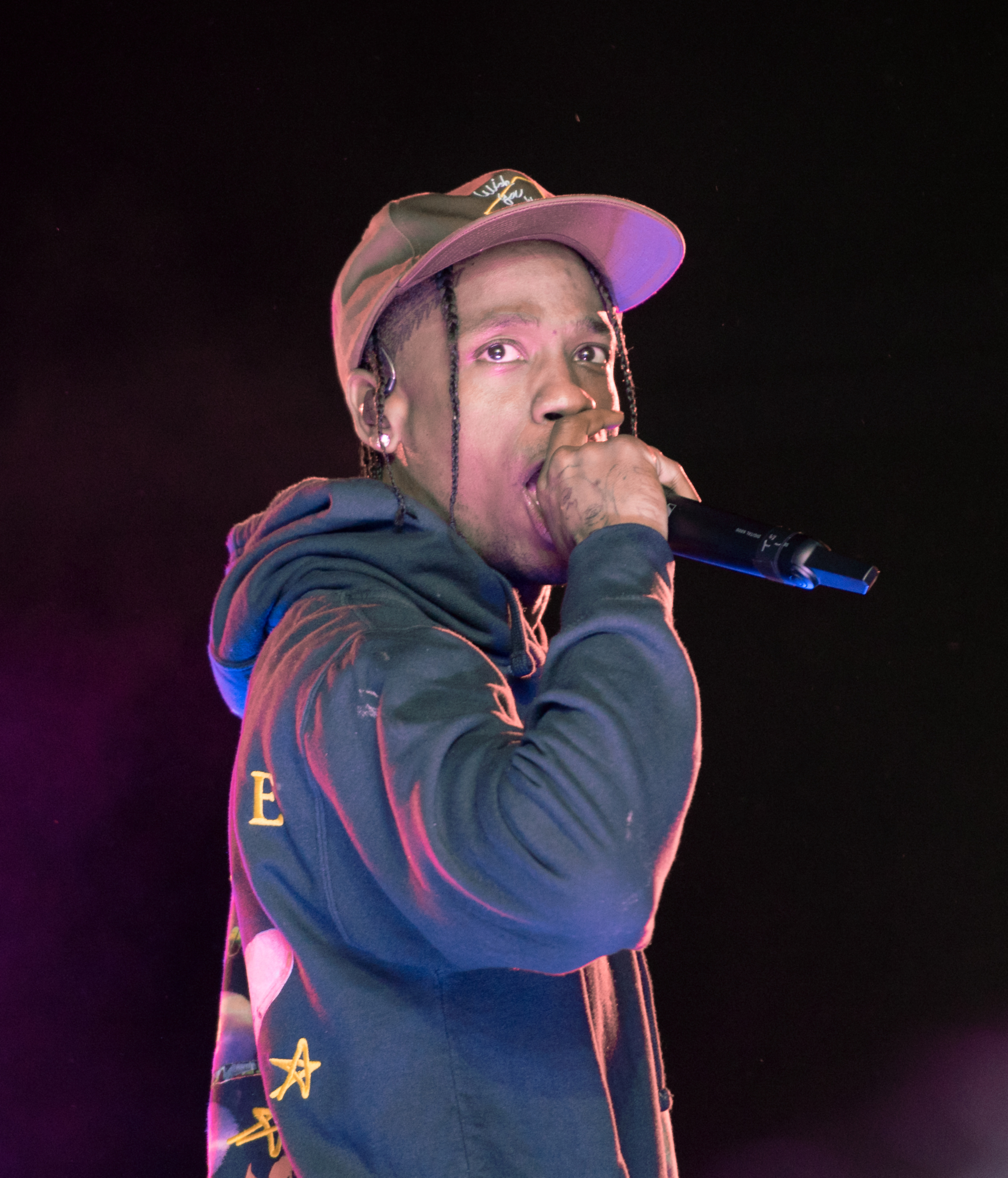
Travis Scott，2019年8月

2019年1月，获得第39届全英音乐奖国际最佳男歌手奖提名 ；2月4日，与魔力红、Big Boi一同登上第53届NFL超级碗中场秀，单独表演了歌曲《Sicko Mode》；同月，他被被休斯敦市长授予了城市钥匙；4月18日，与SZA、威肯共同为电视剧《权力的游戏第八季》演唱的原声歌曲《Power Is Power》正式上线 ；6月23日，与德雷克凭借歌曲《Sicko Mode》获得第19届黑人娱乐电视大奖最佳合作奖；8月，个人纪录片《Tarvis Scott：Look Mom I Can Fly》上线；随后，以5800万美元的收入在2019福布斯100名人榜排名第39位；10月，发行个人单曲《Highest in the Room》，该曲空降了公告牌百强单曲榜冠军。
2020年，凭借与揚·薩格、J·科爾合作的单曲《The London》入围第62届格莱美奖最佳说唱/演唱表演；4月23日，在第三人称射击游戏游戏《Fortnite》中举办虚拟演唱会，吸引力超过1200万名玩家；4月24日，发行与Kid Cudi合作的单曲《The Scotts》，该曲空降了公告牌百强单曲榜冠军。

### 2020年：音樂發行與產業合作
2020年8月22日，發行了單曲“The Plan”，這是克里斯托弗·諾蘭（Christopher Nolan）的電影《天能》的主題曲。他於2020年9月25日發行了說唱歌手揚·薩格和M.I.A.的單曲“ Franchise ”。

#### 麥當勞
2020年9月，與麦当劳合作推出了限量版餐點，該餐點在北美的麥當勞餐廳中被稱為“The Travis Scott”。成為自1992年麥當勞與邁克爾·喬丹合作推出“McJordan”漢堡以來，第一位獲得明星認可的餐點。除此之外和麥當勞還推出了一系列麥當勞和仙人掌傑克（Cactus Jack）品牌的商品。

#### PlayStation
2020年10月，宣布將作為戰略創意合作夥伴加入PlayStation團隊，以推廣PlayStation 5主機。同時發布了限量商品，其中包括以前未曾發布的Nike Dunk Low版本。

### 2021-2023年:回歸表演和《Utopia》

#### 2021年
在2020年的年中到年末，史考特開始預告他的第四張錄音室專輯《Utopia》。1月15日，史考特和製作人HVME發行了改編版本的"Goosebumps" . 在因為COVID-19疫情取消了第三次年度的Astroworld音樂節後，史考特宣布音樂節將在2021回歸並且升級成持續幾天的大型活動。在4月30日，史考特與饒舌歌手寶貝基姆合作後者新專輯《The Melodic Blue》收錄的"Durag Activity"。同年六月，史考特宣布自家品牌Cactus Jack將和精品服飾品牌Dior合作推出2022年夏季男士系列。8月28日，史考特和寶貝基姆出現在饒舌歌手肯伊·威斯特第十張錄音室專輯《Donda》上的"Praise God"。9月3日，出現在饒舌歌手德雷克專輯《Certified Lover Boy》上的"Fair Trade"，得到告示牌排行榜前十和Hot 100上的第三名。10月3日，出現在自家廠牌Cactus Jack饒舌歌手Don Toliver專輯《Life of a Don》上的"Flocky Flocky"和"You"。10月8日，史考特擔任Rolling Loud NYC音樂節第三天的壓軸，並在表演中演出了當時未發行的新歌"ESCAPE PLAN"和《Utopia》上的一首新歌。11月時，他宣布他將在11月5日發行新的音樂；在當時大家推測將會是專輯《Dystopia》，但最後他發行了兩首單曲"ESCAPE PLAN/MAFIA"。

#### 2022年
4月22日，史考特在Astroworld音樂節群眾推擠事件之後第一次露面合作，與饒舌歌手未來小子和製作人Southside發行"Hold That Heat"。4月27日，Primavera Sound音樂節宣布史考特計畫將於他們在布宜諾斯艾利斯、聖地牙哥和聖保羅的音樂節中演出。5月15日，史考特在2022告示牌音樂獎上表演。這是他在2021年Astroworld音樂節傷亡事件後首次公開演出。8月6日，史考特在倫敦O2體育館進行Astroworld音樂節慘劇後的首次單獨演唱會，同時他再度演出了《Utopia》中的新曲。同月，他宣布了同年九月他將在拉斯維加斯夜店舉行"Road to Utopia"常駐活動。12月2日，史考特在製作人梅特羅·布明的第二張錄音室專輯《Heroes & Villains》合作了四首歌，包含 "Raindrops (Insane)"、"Trance" (和揚·薩格)、"Niagara Falls (Foot or 2)" (和21·薩維奇)以及 "Lock on Me" (和未來小子)，同時在"Creepin'" (威肯和21·薩維奇)中提供背景人聲。

#### 2023年
3月19日，史考特和DJ 凱文·哈里斯在沙烏地阿拉伯吉達的MDLBEAST音樂節中演出，剛好是沙烏地阿拉伯大獎賽的前一個晚上。

#### Utopia

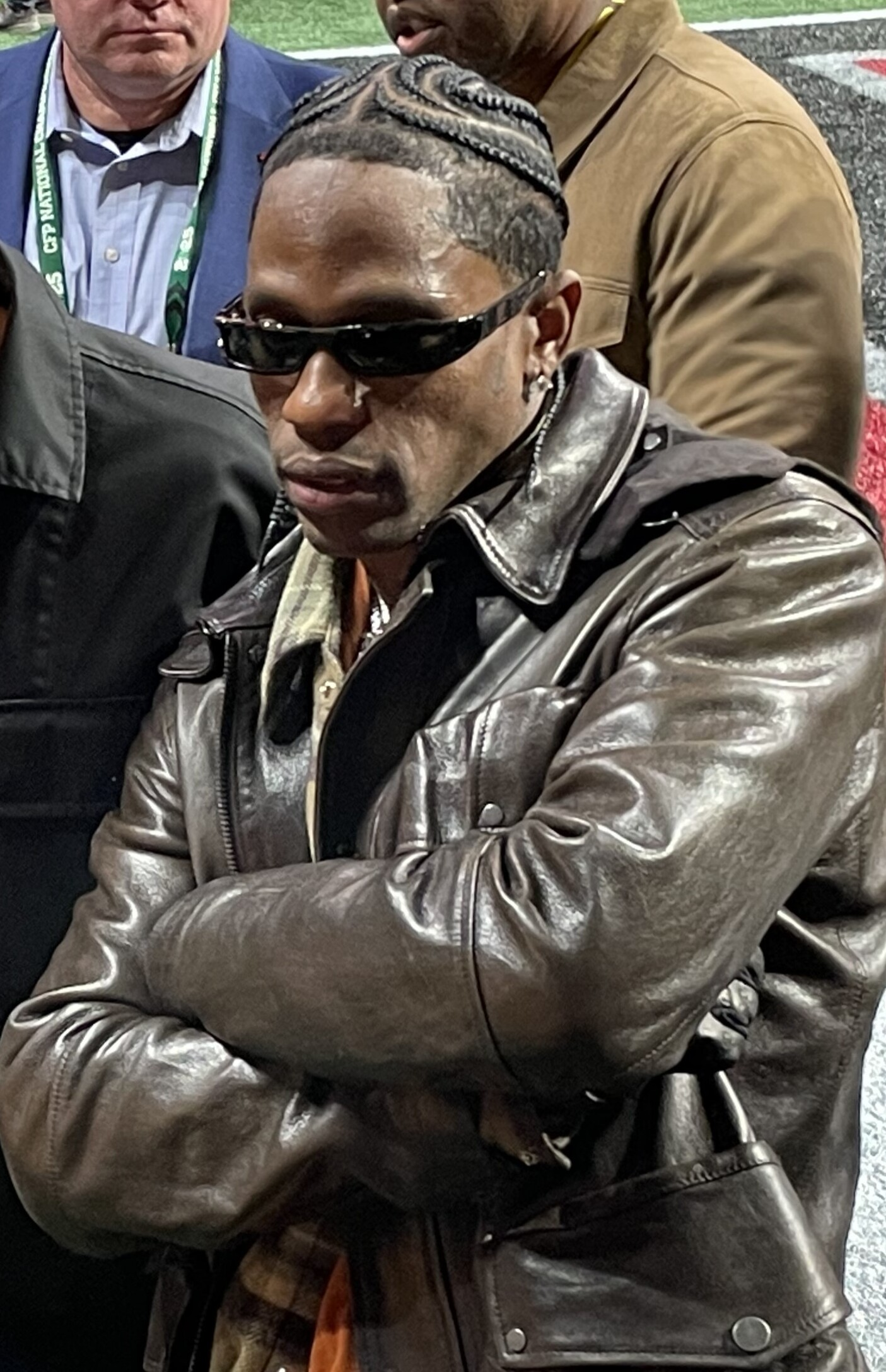
Travis Scott，2025年

6月15日，史考特手提寫有UTOPIA字樣的手提箱，和保鑣一同從艾比路錄音室離開並且重現披頭四1969年專輯艾比路的專輯封面。不久之後，Utopia告示牌在洛杉磯四處出現，上頭的時鐘顯示7點21分引起粉絲推測專輯的分佈日期是2023年7月21日。7月9日，史考特在個人社交媒體上發布三部專輯製作過程的影片，分別位於加利福尼亞的馬里布、法國的米爾瓦勒和德州的休士頓。接著宣布《Utopia》專輯的發布活動將在7月28日，在埃及的吉薩金字塔群舉辦和直播，並且開始在個人網站上開放預購周邊。儘管埃及當地人士反對並發表聲明，史考特的經紀人和Live Nation都表示活動仍會舉行。7月21日，史考特發布專輯先行單曲"K-POP"，與威肯和壞痞兔合作。7月22日，史考特在Rolling Loud音樂節上宣布這將會是他最後一次表演Astroworld歌單，同時宣布《Utopia》將會與一部和A24合作的電影《Circus Maximus》一同發行。7月25日，史考特宣布專輯將在7月28日發行，同時《Circus Maximus》將在專輯發布當晚在AMC電影院首映。7月26日，Live Nation宣布金字塔發行活動最終因為場地因素必須取消。史考特本人表示仍然將會有四個類似活動正在擇期舉行。7月28日，專輯發布，其中的合作包含KayCyy、Teezo Touchdown、Bon Iver、Sampha、Drake、Playboi Carti, Sheck Wes、Beyoncé、Rob49、21 Savage、The Weeknd、Swae Lee、Yung Lean、Young Thug、James Blake、Westside Gunn、Kid Cudi、Bad Bunny、Future和 SZA。同時網站上宣布專輯發布活動將會擇期舉辦在義大利龐貝，8月2日則宣布專輯首個發布活動將會在8月7日舉辦在義大利的馬克西穆斯競技場。

## 艺术性
特拉维斯·斯科特表示他曾受美好冬季樂團、基德·酷迪、M.I.A.、坎耶·韦斯特、Toro y Moi、Tame Impala、T.I.和湯姆·約克的影响。《Spin》杂志将他2013年的混音带《Owl Pharaoh》与Kid Cudi的专辑《Man on the Moon II: The Legend of Mr. Rager》进行过比较。
受制作人Mike Dean和Alex Tumay的影响，特拉维斯·斯科特大量使用音效处理，如Auto-Tune、phasing、delay、stereo-sculpted chorusing和harmony structure。他的音乐风格被描述为“传统嘻哈与低保真的混合”，通常被称为“氛围式的”；斯科特本人曾说过“我非嘻哈”（I'm not hip-hop）。Vulture网站将斯科特的声音描述为“无尽黑暗的、融合性的、高解析度的，且最主要的是非自然的”（unremittingly dark, syncretic, hi-res, and above all unnatural）。
特拉维斯·斯科特曾表示他是百老汇剧院的粉丝。他说他希望将来能写自己的音乐剧。

## 个人生活
特拉维斯·斯科特于2017年4月开始与真人秀明星和企业家凱莉·珍娜交往。2018年2月1日，凱莉生下了他们的第一个孩子，女儿斯托米·韦伯斯特（Stormi Webster）。2019年10月2日，据报道称他们已分手，後來又證實復合。2022年2月2日，凱莉在社交平台宣布他们的兒子Wolf Webster誕生。 

## Astroworld音樂節人踩人事故
2021年11月5日，斯科特在德克薩斯州休斯頓NRG公園的天文音樂節上演出時，大批音樂會的觀眾衝向舞台，造成10人死亡，數百人受傷。
根據媒體所述，史考特本人在台上時並不知道台下的慘劇，而史考特爾後在2023年的專輯《Utopia》的MY EYES一曲中提及此次事故：
I replay them nights, and right by my side, all I see is a sea of people that ride wit' me
"我腦海中不斷重演著那些夜晚，而在我身邊我只看見一群支持我的人"
If they just knew what Scotty would do to jump off the stage and save him a child
"倘若他們知道我願意跳下舞台救下他的孩子"
The things I created became the most weighted, I gotta find balance and keep me inspired
"我所創造的事物如今變得沉重，我必須找回平衡和靈感"

## 唱片
錄音室專輯
- 《Rodeo》（牛仔競技，2015年）
- 《Birds in the Trap Sing McKnight》（囚禁之鳥，2016年）
- 《Astroworld》（崔式遊樂園 ，2018年）
- 《Utopia》（烏托邦，2023年）

合作專輯
- 《Huncho Jack, Jack Huncho》 (与Quavo合作，以团体名Huncho Jack发布) （2017年）
- 《JackBoys》 (与Cactus Jack厂牌成员共同推出) （2020年）

混音带
- 《Owl Pharaoh》 (2013年)
- 《Days Before Rodeo》 (2014年)

## 获奖和提名
| 年份 | 大奖                                         | 奖项                                                             | 获提名作品/人                                              | 结果 | 参考   |
| ---- | -------------------------------------------- | ---------------------------------------------------------------- | ---------------------------------------------------------- | ---- | ------ |
| 2013 | BET嘻哈音乐奖 (BET Hip Hop Awards)           | 最佳混音带 (Best Mixtape)                                        | 专辑《Owl Pharaoh》                                        | 提名 | [ 67 ] |
| 2015 | BET嘻哈音乐奖                                | 最佳混音带                                                       | 专辑《Days Before Rodeo》                                  | 提名 | [ 68 ] |
| 2015 | MTV欧洲音乐奖 (MTV Europe Music Awards)      | 崛起艺人 (Artist on the Rise)                                    | 本人                                                       | 提名 | [ 69 ] |
| 2016 | BET嘻哈音乐奖                                | 民众票选冠军奖 (People's Champ Award)                            | 单曲"Antidote"                                             | 獲獎 | [ 70 ] |
| 2016 | 黑人音乐奖 (MOBO Awards)                     | 最佳国际艺术 (Best International Act)                            | 本人                                                       | 提名 | [ 71 ] |
| 2017 | 青少年選擇獎                                 | 获选电子/舞曲 (Choice Electronic/Dance Song)                     | 单曲"Know No Better" (与Major Lazer、卡米拉·卡贝洛和Quavo) | 獲獎 | [ 72 ] |
| 2017 | 灵魂列车音乐奖 (Soul Train Music Awards)     | 最佳合作作品 (Best Collaboration)                                | 单曲"Love Galore" (与SZA)                                  | 提名 | [ 73 ] |
| 2018 | 有色人种进步协会形象奖 (NAACP Image Awards)  | 杰出二人组、团体或合作 (Outstanding Duo, Group or Collaboration) | 单曲"Love Galore" (与SZA)                                  | 提名 | [ 74 ] |
| 2018 | 有色人种进步协会形象奖 (NAACP Image Awards)  | 当代杰出歌曲 (Outstanding Song, Contemporary)                    | 单曲"Love Galore" (与SZA)                                  | 提名 | [ 74 ] |
| 2018 | iHeartRadio音乐奖 (iHeartRadio Music Awards) | 年度R&B歌曲 (R&B Song of the Year)                               | 单曲"Love Galore" (与SZA)                                  | 提名 | [ 75 ] |
| 2018 | BET嘻哈音乐奖                                | 卖座演出者 (Hot Ticket Performer)                                | 本人                                                       | 提名 | [ 76 ] |
| 2018 | BET嘻哈音乐奖                                | 年度作词人 (Lyricist of the Year)                                | 本人                                                       | 提名 | [ 76 ] |
| 2018 | BET嘻哈音乐奖                                | 年度最具价值者 (MVP of the Year)                                 | 本人                                                       | 提名 | [ 76 ] |
| 2018 | BET嘻哈音乐奖                                | 年度吸金者 (Hustler of the Year)                                 | 本人                                                       | 提名 | [ 76 ] |
| 2018 | BET嘻哈音乐奖                                | 最佳嘻哈风格 (Made-You-Look Award (Best Hip Hop Style))          | 本人                                                       | 提名 | [ 76 ] |
| 2018 | 民众选择奖 (People's Choice Awards)          | 年度歌曲 (Song of the Year)                                      | 单曲"Butterfly Effect"                                     | 提名 | [ 77 ] |
| 2018 | 民众选择奖 (People's Choice Awards)          | 年度专辑 (Album of the Year)                                     | 专辑《Astroworld》                                         | 提名 | [ 77 ] |
| 2018 | MTV欧洲音乐奖                                | 最佳嘻哈音乐 (Best Hip-Hop)                                      | 本人                                                       | 提名 | [ 78 ] |
| 2019 | iHeartRadio音乐奖                            | 年度嘻哈艺人 (Hip-Hop Artist of the Year)                        | 本人                                                       | 提名 | [ 79 ] |
| 2019 | iHeartRadio音乐奖                            | 年度R&B歌曲                                                      | 单曲"Sky Walker" (由斯科特客串的Miguel的歌曲)              | 提名 | [ 79 ] |
| 2019 | 公告牌音乐奖 (Billboard Music Awards)        | 最佳艺人 (Top Artist)                                            | 本人                                                       | 提名 | [ 80 ] |
| 2019 | 公告牌音乐奖 (Billboard Music Awards)        | 最佳男艺人 (Top Male Artist)                                     | 本人                                                       | 提名 | [ 80 ] |
| 2019 | 公告牌音乐奖 (Billboard Music Awards)        | 公告牌最佳200艺人 (Top Billboard 200 Artist)                     | 本人                                                       | 提名 | [ 80 ] |
| 2019 | 公告牌音乐奖 (Billboard Music Awards)        | 最佳饶舌艺人 (Top Rap Artist)                                    | 本人                                                       | 提名 | [ 80 ] |
| 2019 | 公告牌音乐奖 (Billboard Music Awards)        | 最佳饶舌巡演 (Top Rap Tour)                                      | 本人                                                       | 提名 | [ 80 ] |
| 2019 | 公告牌音乐奖 (Billboard Music Awards)        | 公告牌最佳200专辑 (Top Billboard 200 Album)                      | 专辑《Astroworld》                                         | 提名 | [ 80 ] |
| 2019 | 公告牌音乐奖 (Billboard Music Awards)        | 最佳饶舌专辑 (Top Rap Album)                                     | 专辑《Astroworld》                                         | 提名 | [ 80 ] |
| 2019 | 公告牌音乐奖 (Billboard Music Awards)        | 最佳100热门歌曲 (Top Hot 100 Song)                               | 单曲"Sicko Mode" (德雷克、Swae Lee与Big Hawk客串)          | 提名 | [ 80 ] |
| 2019 | 公告牌音乐奖 (Billboard Music Awards)        | 最佳流媒体歌曲 (音频) (Top Streaming Song (Audio))               | 单曲"Sicko Mode" (德雷克、Swae Lee与Big Hawk客串)          | 獲獎 | [ 80 ] |
| 2019 | 公告牌音乐奖 (Billboard Music Awards)        | 最佳流媒体歌曲 (视频) (Top Streaming Song (Video))               | 单曲"Sicko Mode" (德雷克、Swae Lee与Big Hawk客串)          | 提名 | [ 80 ] |
| 2019 | 公告牌音乐奖 (Billboard Music Awards)        | 最佳饶舌歌曲 (Top Rap Song)                                      | 单曲"Sicko Mode" (德雷克、Swae Lee与Big Hawk客串)          | 提名 | [ 80 ] |
| 2019 | MTV音樂錄影帶大獎                            | 最佳嘻哈歌曲 (Best Hip Hop)                                      | 单曲"Sicko Mode" (德雷克、Swae Lee与Big Hawk客串)          | 提名 |        |
| 2019 | MTV音樂錄影帶大獎                            | 夏季季度歌曲 (Song of the Summer)                                | 单曲"The London" (与扬·萨格和J·科尔)                       | 提名 |        |

### 格莱美奖
格莱美奖每年由美国国家录音艺术与科学院（National Academy of Recording Arts and Sciences）颁发。特拉维斯·斯科特获有7项提名。
| 年份 | 获提名作品/人                                   | 奖项                                | 结果 |
| ---- | ----------------------------------------------- | ----------------------------------- | ---- |
| 2014 | 单曲"New Slaves" (作为词曲作家)                 | 最佳说唱歌曲 (Best Rap Song)        | 提名 |
| 2017 | 专辑《Purpose》 (作为客串艺人)                  | 年度最佳专辑 (Album of the Year)    | 提名 |
| 2018 | 单曲"Love Galore" (与SZA)                       | 最佳饶舌/演唱表演                   | 提名 |
| 2019 | 单曲"Sicko Mode" (与德雷克、Swae Lee和Big Hawk) | 最佳说唱表演 (Best Rap Performance) | 提名 |
| 2019 | 单曲"Sicko Mode" (与德雷克、Swae Lee和Big Hawk) | 最佳说唱歌曲                        | 提名 |
| 2019 | 专辑《Astroworld》                              | 年度最佳专辑                        | 提名 |
| 2020 | 单曲"The London" (与扬·萨格和J·科尔)            | 最佳饶舌/演唱表演                   | 提名 |

## 巡演
领衔
- Rodeo Tour[82] (与扬·萨格和梅特罗·布明) (2015年)
- Birds Eye View Tour (北美与欧洲站)[83] (2017年)
- Astroworld: Wish You Were Here Tour (与特里皮·雷德、Sheck Wes和甘纳)

嘉宾
- Never Sober Tour (与朱西·J和Project Pat) (2015年)
- The Madness Fall Tour (与威肯和Banks) (2015年)
- Anti World Tour (与蕾哈娜) (2016年)
- The Damn. Tour[84] (与肯德里克·拉马尔和DRAM) (2017年)